# Stoomboot (zanger)
Niels Boutsen (28 juni 1992), bekend onder zijn artiestennaam Stoomboot, is een Belgische singer-songwriter. Met de singles Groupies, Nina en Spanjaard behaalde hij de Belgische tipparade. Zijn album Stoomboot behaalde de 58e plaats in de Ultratop 200 Albums.

## Carrière
Boutsen groeide op in Overijse en woont sinds een aantal jaren in Leuven, alwaar hij geschiedenis studeerde aan de KU Leuven. Hij verhuisde naar het nabijgelegen Bertem waar hij dorpsdichter was en actief is in het verenigingsleven bij de Leefdaalse Badmintonclub.
Boutsen startte als drummer in punkrockbandjes. Toen die uit elkaar vielen, begon hij met het schrijven van Engelstalige nummers die hij begeleidde op gitaar en ging zich later toeleggen op het schrijven van Nederlandstalige liedjes. Stoomboot verkreeg zijn eerste grote erkenning in december 2011 met het winnen van de Nekka-Wedstrijd in de Brusselse Ancienne Belgique. Hij was op dat moment als 19-jarige de jongste winnaar ooit. Hij zong solo zachte, eenvoudige liedjes in het Nederlands en begeleidde daarbij zichzelf op gitaar. Door de winst verscheen in april 2012 een klein album met liedjes van Stoomboot en andere finalisten van de Nekka-Wedstrijd. Ook maakte hij samen met de andere finalisten deel uit van de tournee "Nekka: De Kleine Avonden” (daar speelde hij voor het eerst ook in uitgebreide bezetting). De winst opende de deur naar grotere podia. Zo speelde hij tijdens de twintigste editie van de Nekka-Nacht samen met Willem Vermandere en trad hij op bij festivals als Theater Aan Zee, Dranouter, Boterhammen in het park en de Gentse Feesten.
In 2013 was Stoomboot een van de 85 muzikanten die meewerkte aan het verzamelalbum Iet me ziel, dat een ode vormt aan de stad Leuven. Samen met Iza (Annelies-Isabelle Thanghe) zong hij het duet Maria, dat gaat over het Mariabeeld bij de Leuvense Abdij van Keizersberg.
Op 19 april 2013 trad Stoomboot voor de tweede keer op in het Sportpaleis in Antwerpen. Tijdens Nekka-Nacht bracht hij Sterrenblues en zijn interpretatie van De Zotte Morgen van Zjef Vanuytsel.
In december 2013 verscheen de single Einde van de wereld die vergezeld werd van een videoclip. De single roteerde enkele weken in de Vox-lijst van Radio 1.
In het voorjaar van 2014 kwam zijn eerste, titelloze album uit dat volgens Boutsen bijna volledig gaat over de vrouwen die hij niet heeft kunnen krijgen. Voor het album smeedt producer Andries Boone de vaste ondersteunde band rond Stoomboot, bestaande uit Andries Boone, Mathias Moors, Geert Mariën en Raphaël Timmermans. Aan de plaat werkten ook Raf en Mich Walschaerts van Kommil Foo, Lies Steppe en Steven De Bruyn mee. Het album werd voorgesteld met een tournee waarbij Boutsen soms vergezeld werd door de band. De albumpresentatie met band in het kleinkunstencentrum 't Smiske in Asse haalde op 5 februari 2014 Het Journaal op Eén. De tournee eindigde met een show met de band op 11 februari 2014 in het 30CC/Wagehuys in Leuven.
Niels maakt sinds 2022 een cynische eindejaarsconference over alles wat er misliep. Bijzonder lange shows. Het is een eindejaarsvoorstelling waarin hij vertelt wat hem is opgevallen, wat we daar met z'n allen mee kunnen en wat hem dwarszit. Met hier en daar een flauwe mopje en een stukje muziek.
In het najaar van 2024 vertelt (of vertelde) Niels samen met Jan Hautekiet, Wigbert, Axl Peleman, Isabelle A en Wim Van Der Westen het verhaal van de Nederlandstalige muziek in Vlaanderen. Van 1951 tot vandaag. 

## Wetenswaardig
Niels Boutsen is een bewonderaar van het literaire werk van Julian Barnes en wordt erdoor geïnspireerd. In dit verband stelt hij dat hij veel houdt van wat schrijvers van fictionele biografieën met geschiedschrijving doen. Aan de slag gaan met een aantal historische feiten en ze door je manier van vertellen aanpassen, dat is uiteindelijk wat ik op het podium ook doe. 

## Discografie
- Cd Nekka-wedstrijd (v/a) (verschenen april 2012)
- Iet me ziel (v/a) (verschenen 9 december 2013): "Maria", samen met Iza
- STOOMBOOT (eerste titelloze album, Stoomboot Records, verschenen voorjaar 2014) met 12 liedjes: Groupies, Bindingsangst, Mysterieuze Vrouw, Spanjaard, Einde van de Wereld, Sterrenblues, Concepten, Zeven Jaar, Samenzweringsman, Krassen, Mist, Nina.
- Nekka Nacht 20 Jaar (v/a). Universal, 25 april 2013: Samenzweringman

## Hitnoteringen
| Album met hitnotering(en) in de Vlaamse Ultratop 200 albums | Datum van verschijnen | Datum van binnenkomst | Hoogste positie | Aantal weken | Opmerkingen |
| ----------------------------------------------------------- | --------------------- | --------------------- | --------------- | ------------ | ----------- |
| Stoomboot                                                   | 2014                  | 08-02-2014            | 58              | 10           |             |
| Storm                                                       | 2015                  | 19-12-2015            | 194             | 2            |             |
| Zwarte doos                                                 | 2017                  | 14-10-2017            | 181             | 1            |             |